# Contea di Xian
La contea di Xian (献县S, Xìàn XiànP) è una contea della Cina, situata nella provincia di Hebei e amministrata dalla prefettura di Cangzhou.